# Communications Security Establishment
Communications Security Establishment Canada (CSE lub CSEC), fr. Centre de la sécurité des télécommunications Canada (CST lub CSTC), pol. Służba Bezpieczeństwa Łączności – kanadyjska wewnętrzna agencja wywiadowcza, do niedawna tajna, odpowiedzialna za przechwytywanie i analizę informacji z podsłuchu elektronicznego.
Przepisy prawa zabraniają jej monitorowania własnych obywateli z sygnałów radiowych, telewizyjnych, telefonicznych, satelitarnych, e-mailowych i faksowych. W przypadku, kiedy podsłuchiwana jest np. rozmowa pomiędzy mieszkańcem Kanady i Polski, zawartość tego, co miał do powiedzenia Kanadyjczyk, musi być zignorowana lub zniszczona. Jednak po ataku z 11 września 2001 przepisy te zostały rozluźnione na niekorzyść podsłuchiwanych poprzez wprowadzenie na szczeblu ministerialnym autoryzacji przyzwoleń na konkretne przypadki.
Założona w 1946 jako telekomunikacyjny wydział NRC, CSE była ściśle tajną strukturą przez 34 lata, dopóki państwowa telewizja CBC odkryła jej istnienie i nadała specjalny program demaskatorski. Po emisji i głośnych protestach w Izbie Gmin, rząd Kanady przyznał się do istnienia agencji. Dziś mieści się ona jawnie w dawnej siedzibie CBC w Ottawie. Z budżetem 220 mln dol. zatrudnia ok. 1600 pracowników, w tym wielu kryptoanalityków. Od 1975 podlega ministerstwu obrony. Bardzo ściśle współpracuje ze swoimi odpowiednikami z USA (NSA), Wlk. Brytanii (GCHQ), Nowej Zelandii (GCSB) i Australii (DSD).
Zakres działalności CSE obejmuje eksperymenty ze wszystkimi najnowocześniejszymi systemami podsłuchowymi, szpiegowskimi i kryptologicznymi, jak Echelon, Room 641A czy NSA Call Database. Pozwalają one nie tylko monitorować rozmowy z telefonów komórkowych, ale równie określać dokładnie położenie geograficzne rozmówców. Mogą też magazynować cyfrowo biliony dokonanych rozmów telefonicznych albo np. kontrolować każdą korespondencję w sieci internetowej.

## Kontrowersje
Z biegiem lat wokół działalności CSE narosło sporo krytyki w związku z przekraczaniem kompetencji. W opublikowanej w 1994 książce Spyworld jej autor i zarazem były pracownik CSE, Mike Frost ujawnił, że agencja podsłuchiwała żonę premiera Pierre’a Trudeau, Margaret, aby wybadać czy zażywa ona marihuanę. Wydało się również, że na prośbę tajnych służb brytyjskich, CSE monitorowała dwóch ministrów z gabinetu Margaret Thatcher.
W 2006 montrealska telewizja CTV wyemitowała trzyczęściowy film dokumentalny o „najtajniejszej agencji szpiegowskiej w Kanadzie”, zarzucając jej niezgodne z prawem inwigilowanie swoich obywateli. Natomiast rok później gubernator porucznik James Bartleman zeznał przed komisją w sprawie zamachu bombowego na samolot Air India w 1985, że agencja przechwyciła przeciek o zamachu, zanim do niego doszło.